# Aspilia
Aspilia là một chi thực vật có hoa trong họ Cúc (Asteraceae). Lá cây Aspilia chứa một hóa chất có tên gọi là thiarubrine-A, có khả năng tiêu diệt một số ký sinh trùng nhất định trong đường ruột.

## Loài
Chi Aspilia gồm các loài: